# Mauritania Airlines
Mauritania Airlines, bis 5. April 2018 Mauritania Airlines International (arabisch الموريتانية الدولية للطيران, DMG al-Mūrītāniyya ad-dauliyya li-ṭ-Ṭayarān), ist die staatliche Fluggesellschaft Mauretaniens mit Sitz in Nouakchott und Basis auf dem Flughafen Nouakchott-Oumtounsy. Sie ist die Nachfolgegesellschaft der Mauritania Airways.

## Flugziele
Die Fluggesellschaft bedient (Stand September 2017) Flugziele in Westafrika, Nordafrika, und fliegt zudem nach Spanien.

## Flotte
Mit Stand Januar 2023 besteht die Flotte der Mauritania Airlines aus sechs Flugzeugen mit einem Durchschnittsalter von 9,1 Jahren:
| Flugzeugtyp      | Anzahl | bestellt | Anmerkungen               | Sitzplätze | Durchschnittsalter (Januar 2023) |
| ---------------- | ------ | -------- | ------------------------- | ---------- | -------------------------------- |
| Boeing 737-700   | 1      |          | mit Winglets ausgestattet | 114        | 17,6 Jahre                       |
| Boeing 737-800   | 1      |          | mit Winglets ausgestattet | 179        | 6,2 Jahre                        |
| Boeing 737 Max 8 | 1      |          | inaktiv                   | 144        | 5,1 Jahre                        |
| Embraer ERJ 145  | 1      |          |                           | 50         | 18,3 Jahre                       |
| Embraer 175      | 2      |          |                           |            | 3,8 Jahre                        |
| Gesamt           | 6      | –        |                           |            | 9,1 Jahre                        |

### Ehemalige Flotte
Zuvor betrieb Mauritania Airlines unter anderem auch folgenden Flugzeugtyp:
- Boeing 737-500